# زكاة المعدن
زكاة المعدن المعدن مأخوذ من عدن الشيء في المكان إذا أقام فيه والعدن الإقامة،  قال الشافعي : «ولا زكاة في شيء مما يخرج من المعادن إلا ذهبا أو ورقا». والمقصود بالمعدن المستخرج من باطن الأرض، مخصوصا بـالذهب والفضة.

## المعدن
المعادن هي التي أودعها الله سبحانه، جواهر الأرض من الفضة والذهب والصفر والنحاس والحديد والرصاص والمرجان والياقوت والزمرد والعقيق والزبرجد، وإلى ما سوى ذلك من الكحل والزئبق والنفط فلا زكاة في جميعها، سواء كانت في ملك أو موات إلا في معادن الفضة والذهب، دون ما عداهما.

## جنس المعدن الذي تجب فيه الزكاة
تجب الزكاة في جنسين من المعدن المستخرج من باطن الأرض، هما: (الذهب والفضة).

### عند أبي حنيفة
قال أبو حنيفة: الزكاة واجبة في كل ما انطبع منها كالصفر والنحاس، دون ما لا ينطبع من الذائب والأحجار استدلالا بحديث «قال ﷺ في الركاز الخمس»والمعادن تسمى ركازا فوجب أن يكون الخمس في جميعها عاما، ولأنه جوهر ينطبع فوجب أن يتعلق حق الله تعالى به كالفضة والذهب.

### عند الجمهور
قال الماوردي أن المعدن الذي تجب فيه الزكاة مخصوص بالذهب والفضة، واستدل على ذلك بأن كل ما لا يتكرر وجوب الزكاة في عينه لم تجب فيه الزكاة، إذا أخذ من معدنه كالكحل والزرنيخ، ولأن كل ما لو ورثه، لم تجب فيه الزكاة فوجب إذا استفاده من المعدن أن لا تجب فيه الزكاة كالنفط والقير، ولأنه مقوم مستفاد من المعدن، فوجب أن لا يجوز فيه الزكاة كالياقوت والزمرد، ولأن المعادن إما أن تجري مجرى الفيء فيما تجب فيه، أو مجرى الزكاة فلم يجز أن تكون كالفيء: لأن خمس الفيء يجب في جميع الأموال ما انطبع منها ولم ينطبع، فثبت أنه يجري مجرى الزكاة، والزكاة لا تجري في غير الذهب والفضة فكذا لا تجب إلا في معادن الفضة والذهب فأما استدلالهم فلا حجة فيه: لأن الركاز غير المعادن وأما قياسهم على الفضة والذهب بعلة أنه ينطبع ففاسد بالزجاج؛ لأنه ينطبع ثم المعنى في الفضة والذهب أنه مما تجب فيه الزكاة لو ملك من غير المعدن.